# De barst in de Ronde Tafel
De barst in de Ronde Tafel is het 40ste stripverhaal uit de reeks van De Rode Ridder. Het is geschreven door Willy Vandersteen en getekend door Karel Biddeloo. De eerste albumuitgave was in 1969.

## Het verhaal
Koning Arthur is erin geslaagd vrede met een buurstaat te bewerken en er wordt een feestmaal ingericht in Camelot. Maar vlak voor de zetel van Arthur ontstaat een barst in de Ronde Tafel en er wordt een aanslag gepleegd op de koning die dankzij een amulet dat hij draagt mislukt. De burchtheer van Pelinore wordt verdacht van de aanslag en De Rode Ridder en Lancelot halen hem naar Camelot. Ze ontdekken een geheimzinnig onbekend teken op de riem van Pelinore en Merlijn, Johan en Lancelot gaan op zoek naar Alwine, de tovenares der Zeven Heuvelen om meer te weten te komen. Ondertussen heerst er onrust en tweedracht onder de ridders in Camelot waarbij de ridders met getrokken zwaarden tegen elkaar staan en Arthur een duel uitvecht met Wodor, een verwant van Pelinore. Wanneer Merlijn, Johan en Lancelot arriveren bij de hut van Alwine blijkt deze gedood te zijn en het boek met tekens is gestolen door gemaskerde ruiters. Ze gaan achter de ruiters aan, verslaan hen en vinden het boek terug. Het teken blijkt van de Prins der Duisternis te zijn, een grootmeester in de Zwarte Kunst, die tot doel gesteld heeft het werk van Arthur te vernietigen. Merlijn slaagt erin het duivelsteken zijn macht te ontnemen en de barst in de Ronde Tafel te herstellen.

## Achtergronden bij het verhaal
- Karel Biddeloo leverde het basisidee voor dit verhaal dat door Willy Vandersteen verder werd uitgewerkt.
- Op het einde van het verhaal is voor het eerst Bahaal te zien.